# Hamlin (Nowy Jork)
Hamlin – miasto i township w Stanach Zjednoczonych, w stanie Nowy Jork, w północno-zachodnim narożniku hrabstwa Monroe. Miasto leży około 4 km na południe od wybrzeża jeziora Ontario. Nazwa miasta pochodzi od Hannibala Hamlina pierwszego wiceprezydenta USA za prezydentury Abrahama Lincolna. 
Około 10 km na północny zachód od miejscowości, nad brzegiem jeziora Ontario jest Park Stanowy Hamlin Beach State Park.